# Sacquenay
Sacquenay est une commune française située dans le département de la Côte-d'Or, en région Bourgogne-Franche-Comté.

## Géographie

### Climat
Pour des articles plus généraux, voir Climat de la Bourgogne-Franche-Comté et Climat de la Côte-d'Or.
En 2010, le climat de la commune est de type climat des marges montargnardes, selon une étude du Centre national de la recherche scientifique s'appuyant sur une série de données couvrant la période 1971-2000. En 2020, Météo-France publie une typologie des climats de la France métropolitaine dans laquelle la commune est exposée à un climat océanique altéré et est dans la région climatique  Lorraine, plateau de Langres, Morvan, caractérisée par un hiver rude (1,5 °C), des vents modérés et des brouillards fréquents en automne et hiver. 
Pour la période 1971-2000, la température annuelle moyenne est de 10,2 °C, avec une amplitude thermique annuelle de 17,4 °C. Le cumul annuel moyen de précipitations est de 854 mm, avec 12,3 jours de précipitations en janvier et 8,6 jours en juillet. Pour la période 1991-2020, la température moyenne annuelle observée sur la station météorologique de Météo-France la plus proche, « Coublanc », sur la commune de Coublanc à 15 km à vol d'oiseau, est de 10,9 °C et le cumul annuel moyen de précipitations est de 926,7 mm,. Pour l'avenir, les paramètres climatiques de la commune estimés pour 2050 selon différents scénarios d'émission de gaz à effet de serre sont consultables sur un site dédié publié par Météo-France en novembre 2022.

## Urbanisme

### Typologie
Au 1er janvier 2024, Sacquenay est catégorisée commune rurale à habitat dispersé, selon la nouvelle grille communale de densité à 7 niveaux définie par l'Insee en 2022.
Elle est située hors unité urbaine. Par ailleurs la commune fait partie de l'aire d'attraction de Dijon, dont elle est une commune de la couronne,. Cette aire, qui regroupe 333 communes, est catégorisée dans les aires de 200 000 à moins de 700 000 habitants,.

### Occupation des sols
L'occupation des sols de la commune, telle qu'elle ressort de la base de données européenne d’occupation biophysique des sols Corine Land Cover (CLC), est marquée par l'importance des territoires agricoles (80 % en 2018), une proportion sensiblement équivalente à celle de 1990 (80,5 %). La répartition détaillée en 2018 est la suivante : terres arables (71,9 %), forêts (17,4 %), zones agricoles hétérogènes (4,1 %), prairies (4 %), zones urbanisées (2,6 %). L'évolution de l’occupation des sols de la commune et de ses infrastructures peut être observée sur les différentes représentations cartographiques du territoire : la carte de Cassini (XVIIIe siècle), la carte d'état-major (1820-1866) et les cartes ou photos aériennes de l'IGN pour la période actuelle (1950 à aujourd'hui).

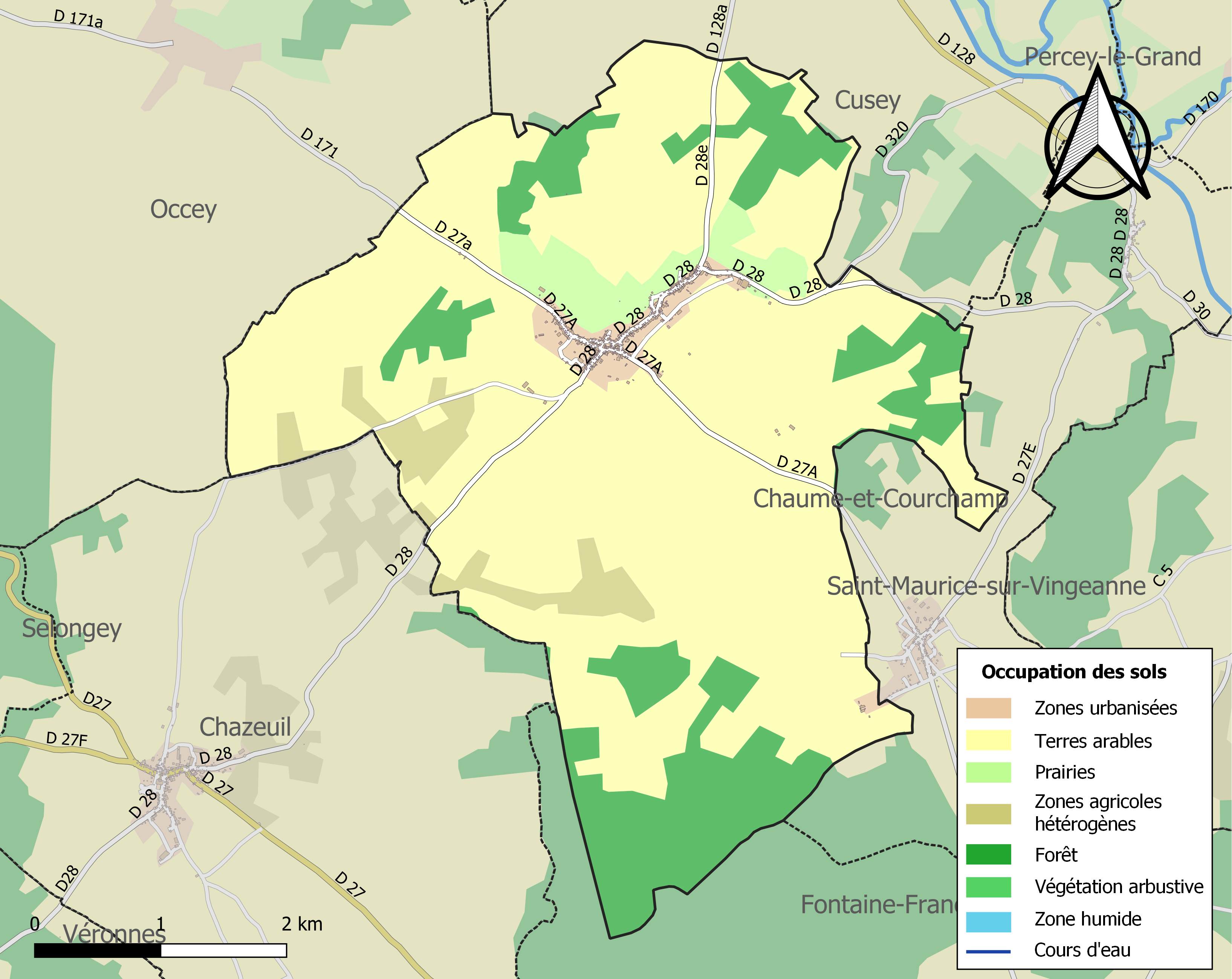
Carte des infrastructures et de l'occupation des sols de la commune en 2018 (CLC).

## Histoire

### Antiquité
il y a sur le territoire de Sacquenay les signes de présence romaine. La voie romaine (Via Agrippa) qui permet de rejoindre Coblentz en partant de Lyon longe le village à l'ouest. Elle est fort bien conservée sur cette portion. Une borne milliaire dédiée à l'empereur Claude et datant du 1er siècle après J-C a été trouvée sur la commune.

### Époque moderne
Le prieuré de Sacquenay est une ancienne propriété des Hospitaliers de l'ordre de Saint-Jean de Jérusalem XVe-XVIIe siècles.
Le village a été quasiment détruit lors du passage de Matthias Gallas au cours de la guerre de Trente Ans en 1636.

### Période contemporaine
Parti du Yorkshire dans le cadre d'une mission de bombardement des usines Peugeot de Sochaux-Montbéliard (Doubs), un bombardier lourd quadrimoteur Handley-Page Halifax de la Royal Air Force est abattu le 16 juillet 1943 par la chasse de nuit allemande basée à Longvic. Quatre membres de l'équipage sont tués mais trois sont rescapés (un sera fait prisonnier). Une stèle est apposée sur le monument aux morts de la commune. Dans une mission identique la même nuit, un autre Halifax sera également abattu par la chasse allemande à Recey-sur-Ource, dans le Châtillonnais.

## Politique et administration
| Période                                  | Période   | Identité          | Étiquette | Qualité |
| ---------------------------------------- | --------- | ----------------- | --------- | ------- |
| mars 2001                                | mars 2008 | Michel Jardel     |           |         |
| mars 2008                                | En cours  | Jean-Noël Truchot |           |         |
| Les données manquantes sont à compléter. |           |                   |           |         |

## Démographie
L'évolution du nombre d'habitants est connue à travers les recensements de la population effectués dans la commune depuis 1793. Pour les communes de moins de 10 000 habitants, une enquête de recensement portant sur toute la population est réalisée tous les cinq ans, les populations de référence des années intermédiaires étant quant à elles estimées par interpolation ou extrapolation. Pour la commune, le premier recensement exhaustif entrant dans le cadre du nouveau dispositif a été réalisé en 2006.

En 2022, la commune comptait 287 habitants, en évolution de +1,06 % par rapport à 2016 (Côte-d'Or : +0,82 %, France hors Mayotte : +2,11 %).
| 1793 | 1800 | 1806 | 1821 | 1836 | 1841 | 1846 | 1851 | 1856 |
| ---- | ---- | ---- | ---- | ---- | ---- | ---- | ---- | ---- |
| 718  | 698  | 763  | 826  | 826  | 830  | 839  | 859  | 799  |

| 1861 | 1866 | 1872 | 1876 | 1881 | 1886 | 1891 | 1896 | 1901 |
| ---- | ---- | ---- | ---- | ---- | ---- | ---- | ---- | ---- |
| 749  | 737  | 702  | 666  | 689  | 646  | 627  | 570  | 559  |

| 1906 | 1911 | 1921 | 1926 | 1931 | 1936 | 1946 | 1954 | 1962 |
| ---- | ---- | ---- | ---- | ---- | ---- | ---- | ---- | ---- |
| 553  | 536  | 468  | 459  | 449  | 426  | 403  | 357  | 326  |

| 1968 | 1975 | 1982 | 1990 | 1999 | 2006 | 2011 | 2016 | 2021 |
| ---- | ---- | ---- | ---- | ---- | ---- | ---- | ---- | ---- |
| 318  | 301  | 276  | 224  | 265  | 263  | 262  | 284  | 288  |

| 2022 | - | - | - | - | - | - | - | - |
| ---- | - | - | - | - | - | - | - | - |
| 287  | - | - | - | - | - | - | - | - |

## Économie
L'atelier Califourchon propose des créations textiles pour enfant.

## Lieux et monuments

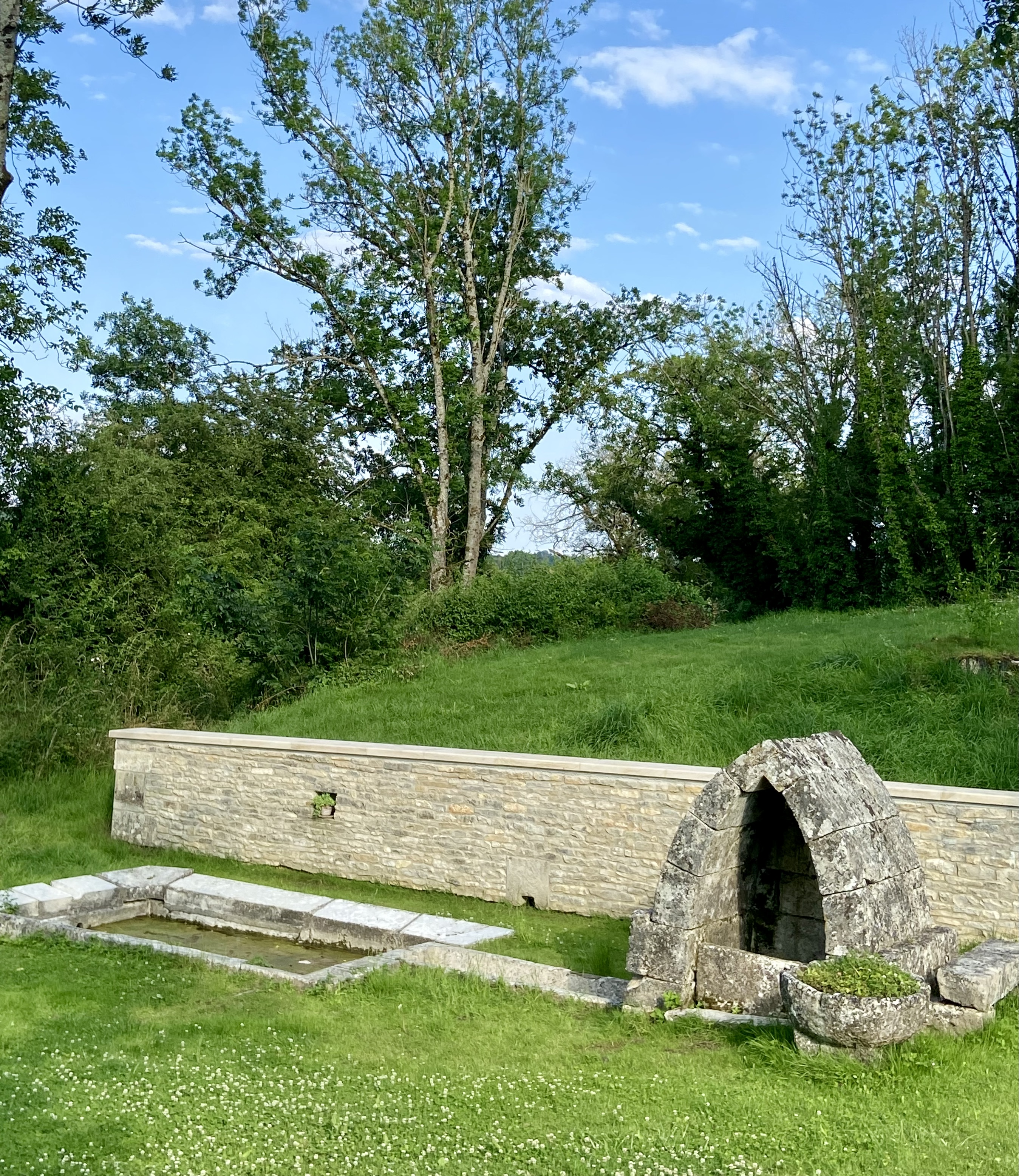
Fontaine du Buet.

- L'église de Sacquenay, du XIIe – XIIIe siècle de type champenois fait l’objet d’un classement au titre des monuments historiques depuis le 19 novembre 1910[18].
- Cinq fontaines dont trois protégées :
  - la Fontaine Cour fait l'objet d'une inscription au titre des monuments historiques depuis le 26 mai 1926[19] ;
  - la Fontaine de Pidance fait l’objet d’une inscription au titre des monuments historiques depuis le 26 mai 1926[20]  ;
  - la Fontaine du Buet fait l'objet d'une inscription au titre des monuments historiques depuis le 26 mai 1926[21].
- Le prieuré de Sacquenay.

## Personnalités liées à la commune
- Éric, candidat de L'amour est dans le pré 2015[22].